# Neobisium balazuci
Neobisium balazuci är en spindeldjursart som beskrevs av Jacqueline Heurtault 1969. Neobisium balazuci ingår i släktet Neobisium och familjen helplåtklokrypare. Inga underarter finns listade i Catalogue of Life.